# Friedrich Tieck
Pour les articles homonymes, voir Tieck.
Christian Friedrich Tieck né le 14 août 1776 à Berlin où il meurt le 24 mai 1851, est un sculpteur prussien de l'école de Berlin.

## Biographie
Friedrich Tieck est le troisième enfant d'un fabricant de cordes de la Roßstraße, particulièrement cultivé pour son état, qui possédait une bibliothèque avec les œuvres des auteurs des Lumières. Son frère Ludwig et sa sœur Sophie se consacreront aux lettres. Il fréquente avec son frère le fameux lycée Friedrichswerdisches Gymnasium, mais il n'est pas doué pour les humanités et ses parents, qui ont remarqué ses dons artistiques, l'envoient étudier en 1789 à l'atelier du sculpteur Heinrich Bettkober (de), où il reste six ans. Il étudie également auprès de Johann Gottfried Schadow et gagne une médaille à la fin de ses études pour une sculpture à l'antique. Il demeure chez Schadow comme assistant. Ses premières œuvres véritablement personnelles datent de 1796.
Il obtient de la cour en 1797, grâce à l'entremise de Schadow et de Humboldt, une bourse pour effectuer un voyage d'études en Italie, mais il ne peut s'y rendre à cause des campagnes napoléoniennes. Il voyage donc à Munich et à Paris, où il arrive en janvier 1798. Il travaille à l'atelier de Jacques-Louis David et obtient le second prix de Rome aux Beaux-Arts en 1800 pour son Priam demandant à Achille le corps d'Hector.
Il est à la fin de l'été 1801 à Weimar, où il sculpte un buste idéalisé de Goethe. Il fait ensuite la connaissance à Iéna des frères Wilhelm et Friedrich Schlegel. Il est de retour à Berlin à la fin de l'année, où il reçoit les commandes de plusieurs bustes. Il est de nouveau à Weimar au printemps 1802 pour une commande importante de sculptures prévues pour le château du grand-duc de Saxe-Weimar-Eisenach, ce qui ajoute encore à sa renommée. Il commence à Weimar une courte amitié enflammée avec Charlotte von Seebach qui allait devenir une femme de lettres du romantisme.
Il quitte Weimar au printemps 1803 pour Berlin, puis en 1805 Munich, Vienne et finalement l'Italie. Il est à Rome à partir d'août 1805, où il étudie la statuaire antique et sculpte entre autres un buste d'Alexandre von Humboldt de retour d'Amérique. Il retourne à Munich en 1809 par la Suisse et sculpte un portrait de Friedrich Schelling dont la nouvelle épouse Caroline venait de se séparer de Schlegel. C'est à Munich qu'il s'attèle également à une commande importante, celle du Walhalla.
Friedrich Tieck retourne à Rome en 1811, où il se lie avec Christian Daniel Rauch qui avait été l'élève de Schadow après lui. Ils se rendent ensemble à Carrare. Il reste lié à Rauch tout au long de sa carrière. Tieck revient à Berlin en 1819 où il commence sa célèbre série de personnages mythologiques pour le théâtre royal. Il est nommé professeur de l'académie en 1820. Il sculpte entre autres une autre série pour le musée de Berlin, dont les deux groupes en bronze des Dioscures (1828) et une statue de Karl Friedrich Schinkel. Tieck est désormais un sculpteur renommé qui reçoit de nombreuses commandes, dont des monuments funéraires comme celui du général von Schanhorst (1822) au cimetière des Invalides à Paris, et un Monument à Copernic érigé après sa mort à Toruń en 1853.

Œuvres de Friedrich Tieck
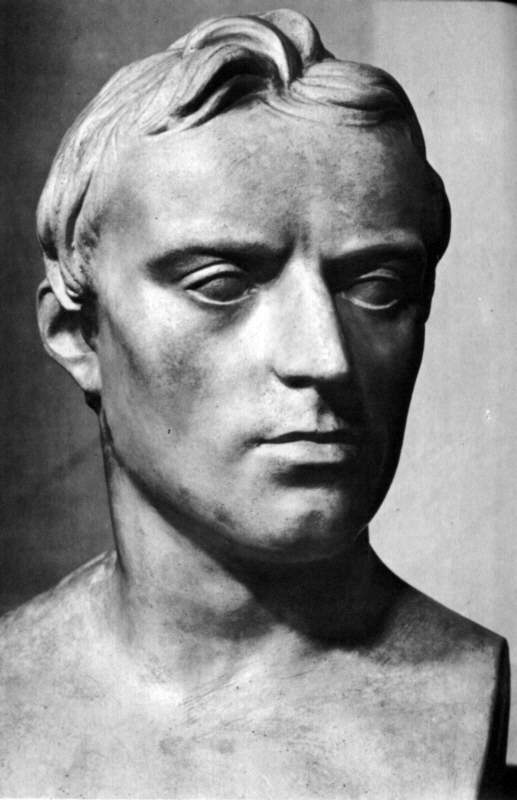
Buste de Schiller (1802), localisation inconnue.
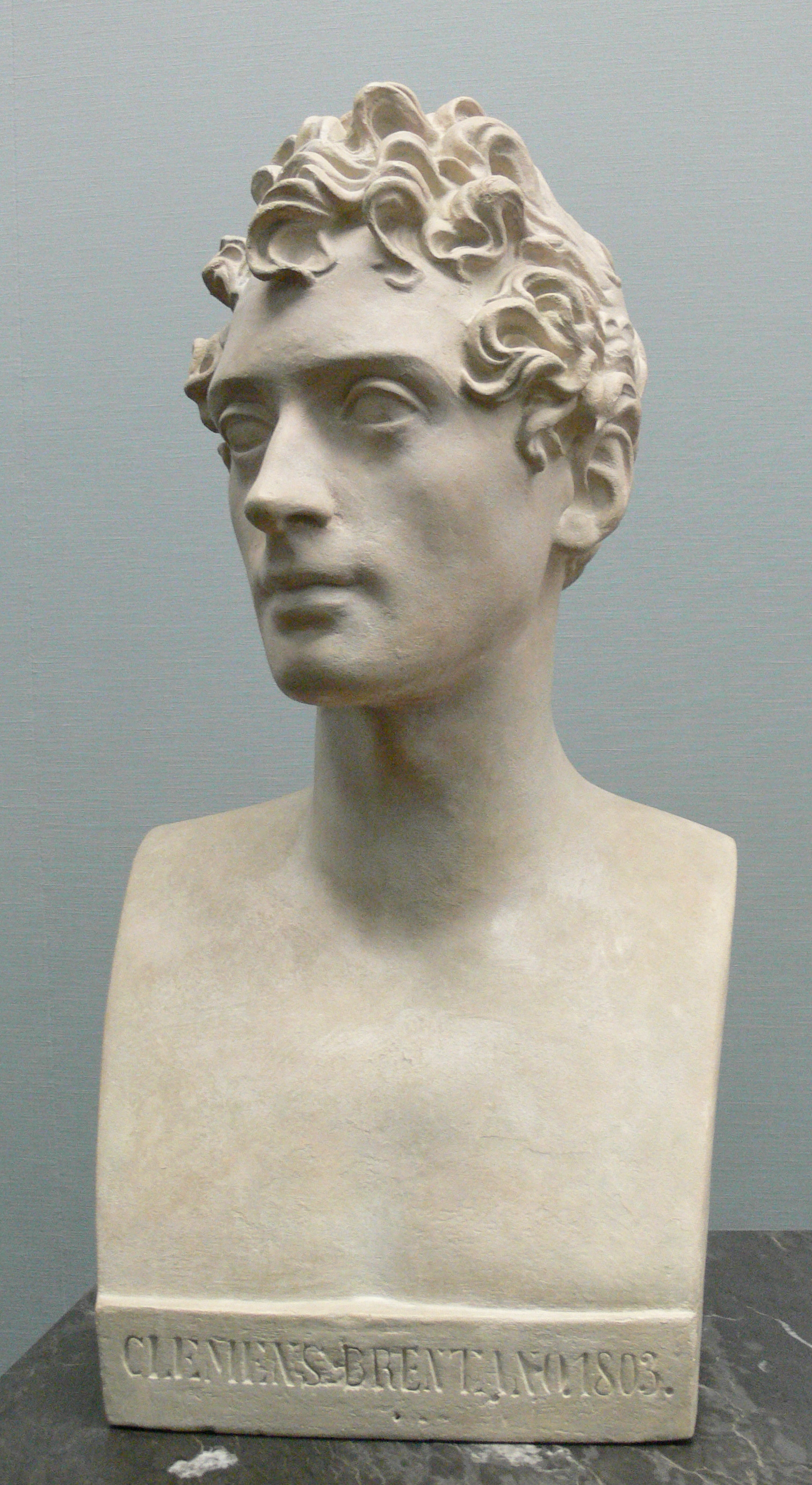
Buste de Brentano (1803), Berlin, Alte Nationalgalerie.
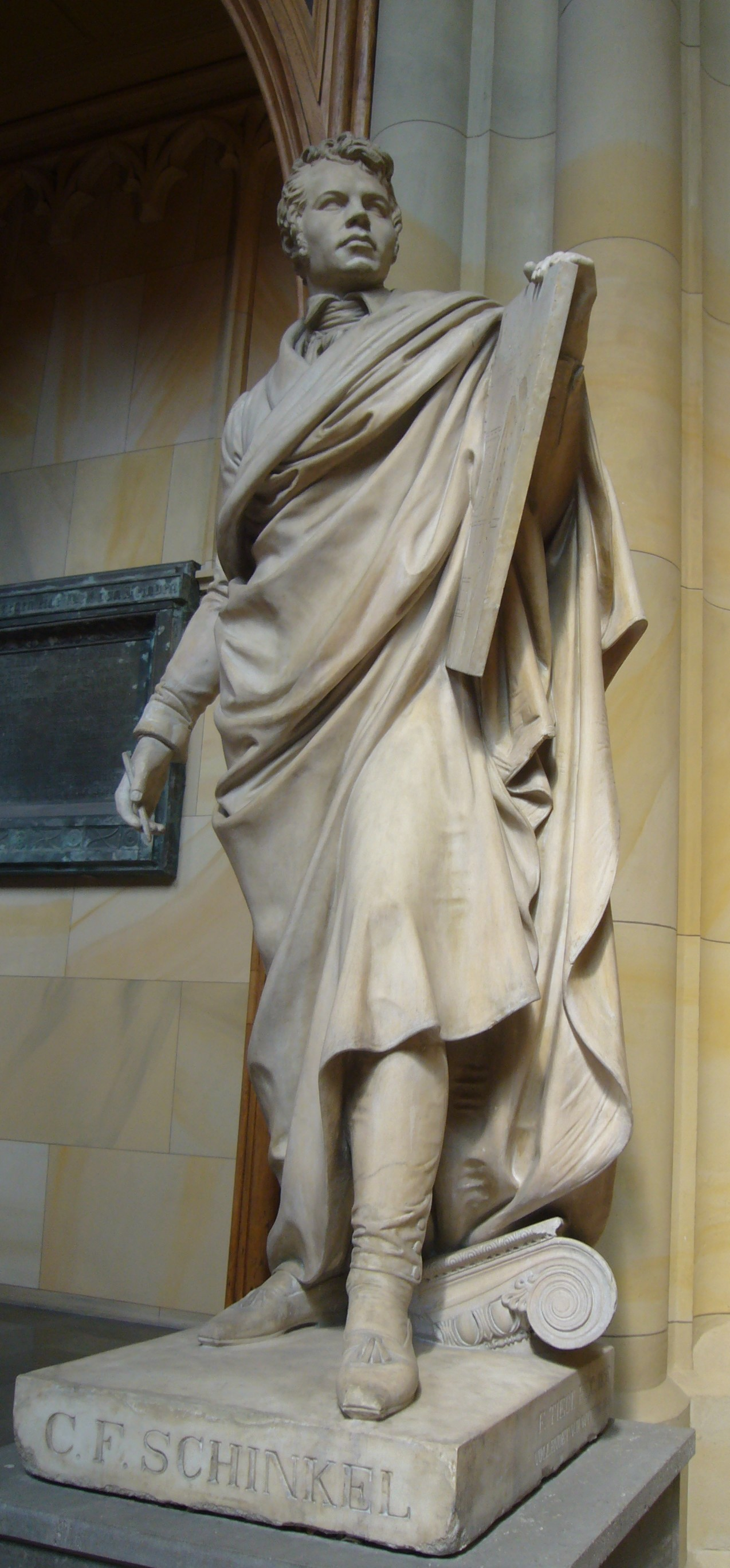
Statue de Schinkel, Berlin, Schinkel-Museum.
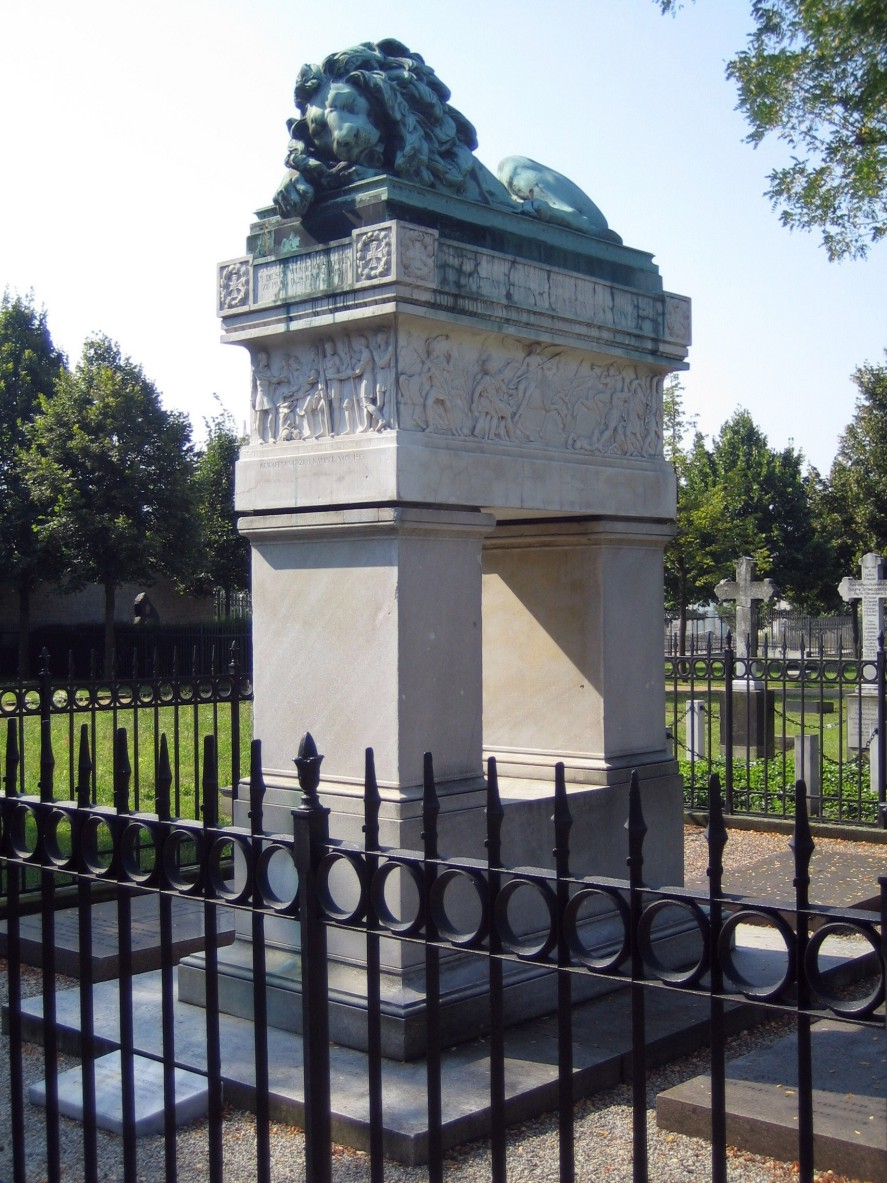
Tombeau du général von Schanhorst (1822), Paris, cimetière des Invalides.
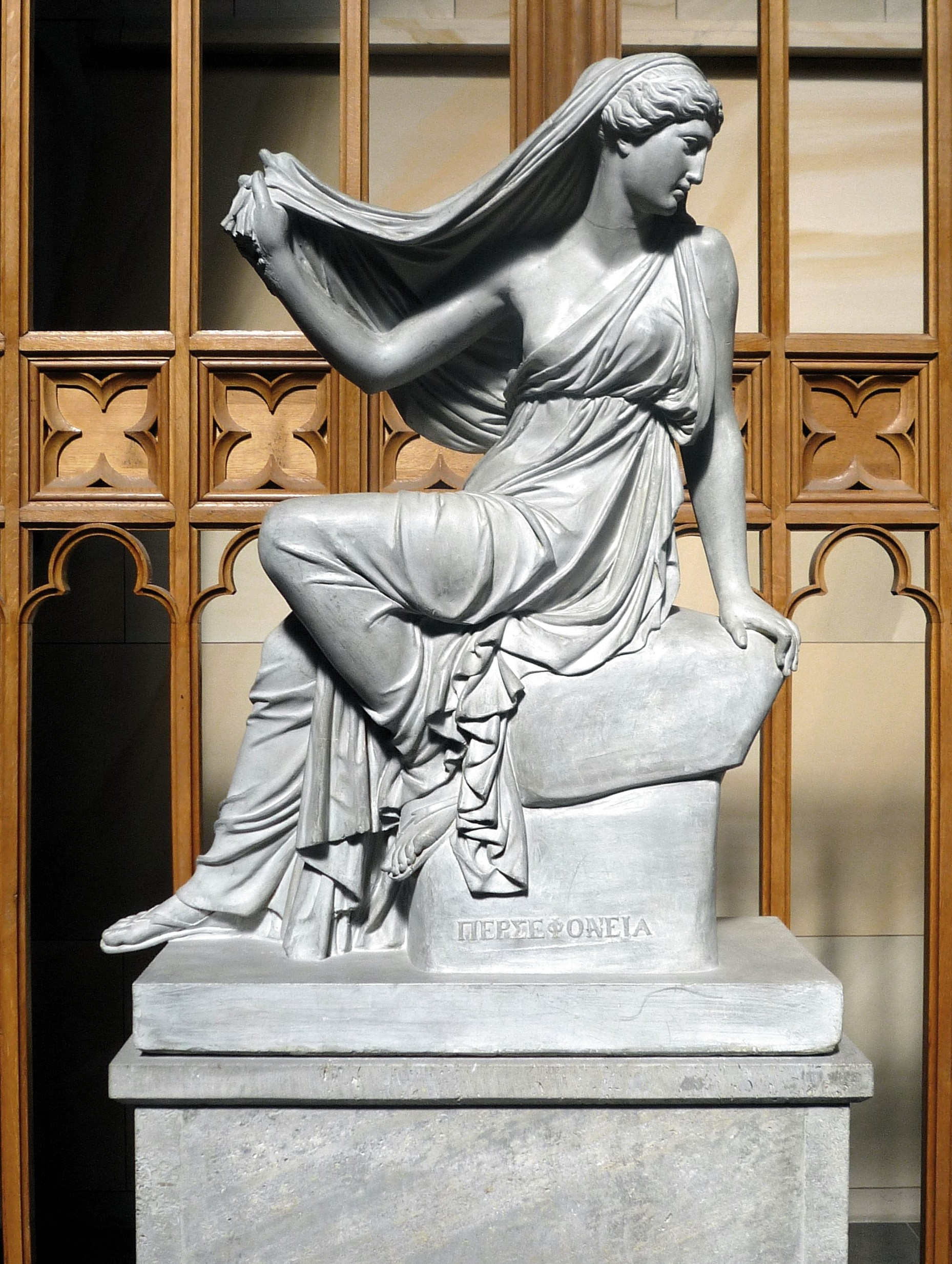
Perséphone, moulage en plâtre[3], Berlin, Schinkel-Museum.
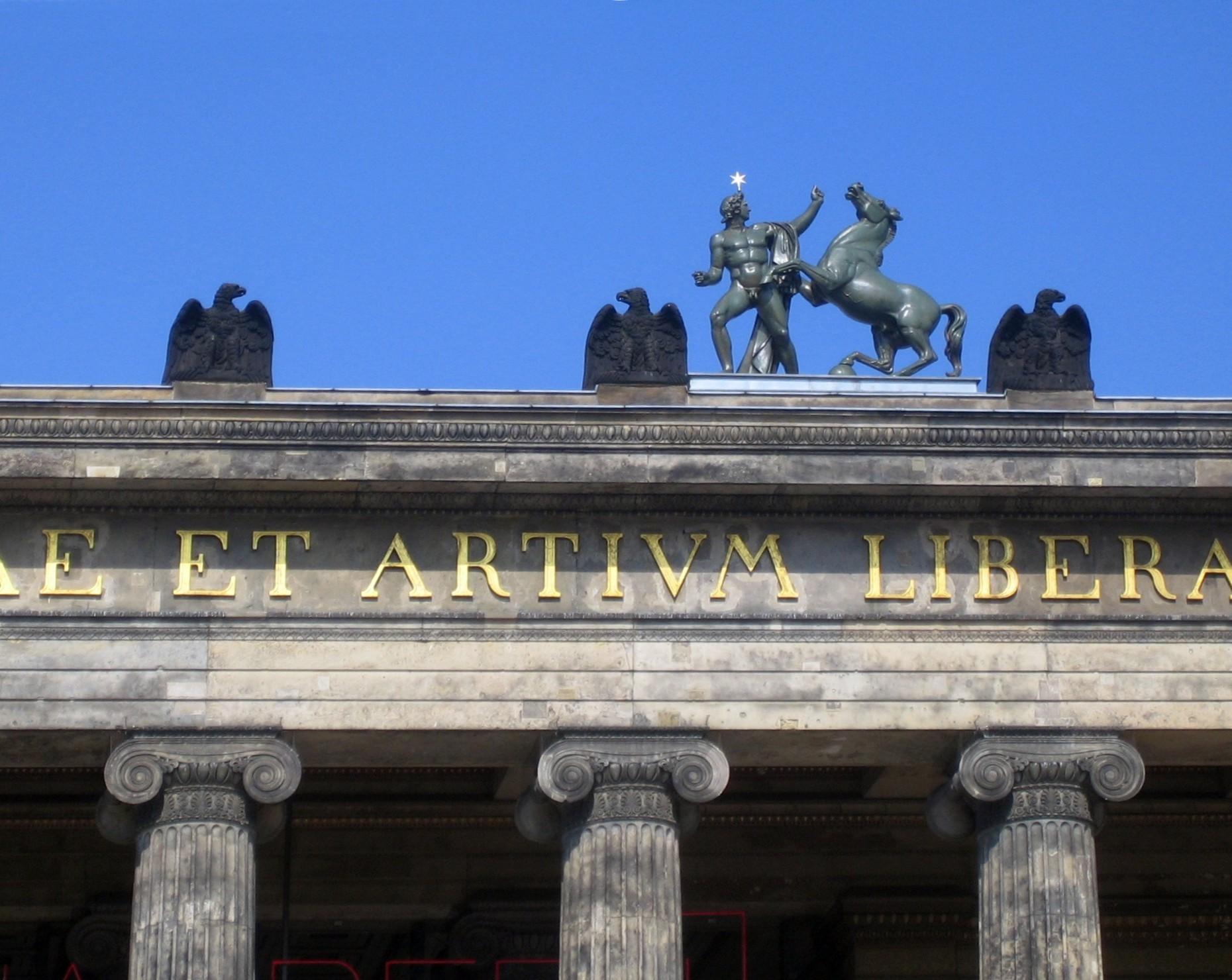
Un des deux groupes des Dioscures (1828), Berlin, Altes Museum.
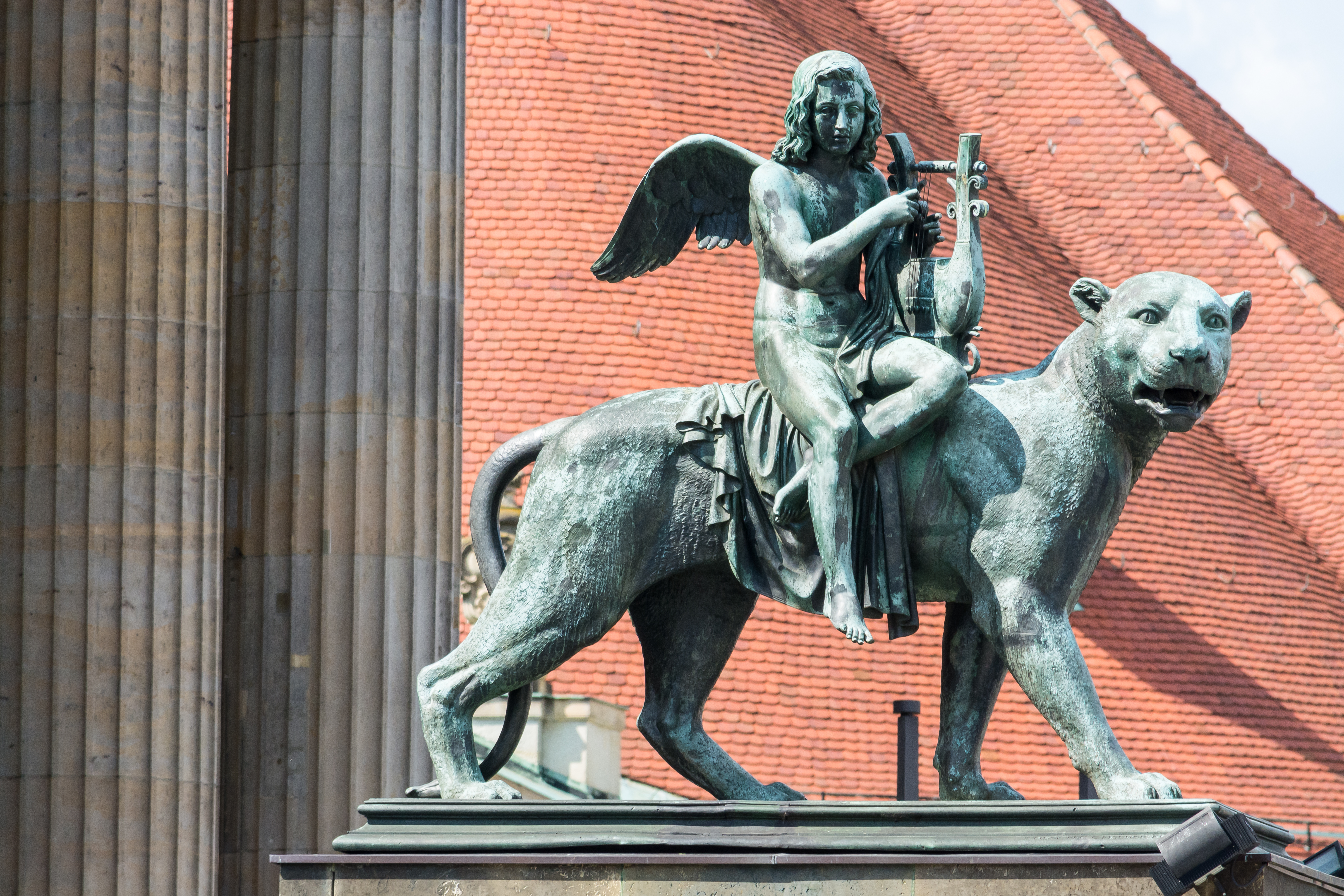
Le Génie de la musique sur une panthère (vers 1845), Konzerthaus de Berlin.
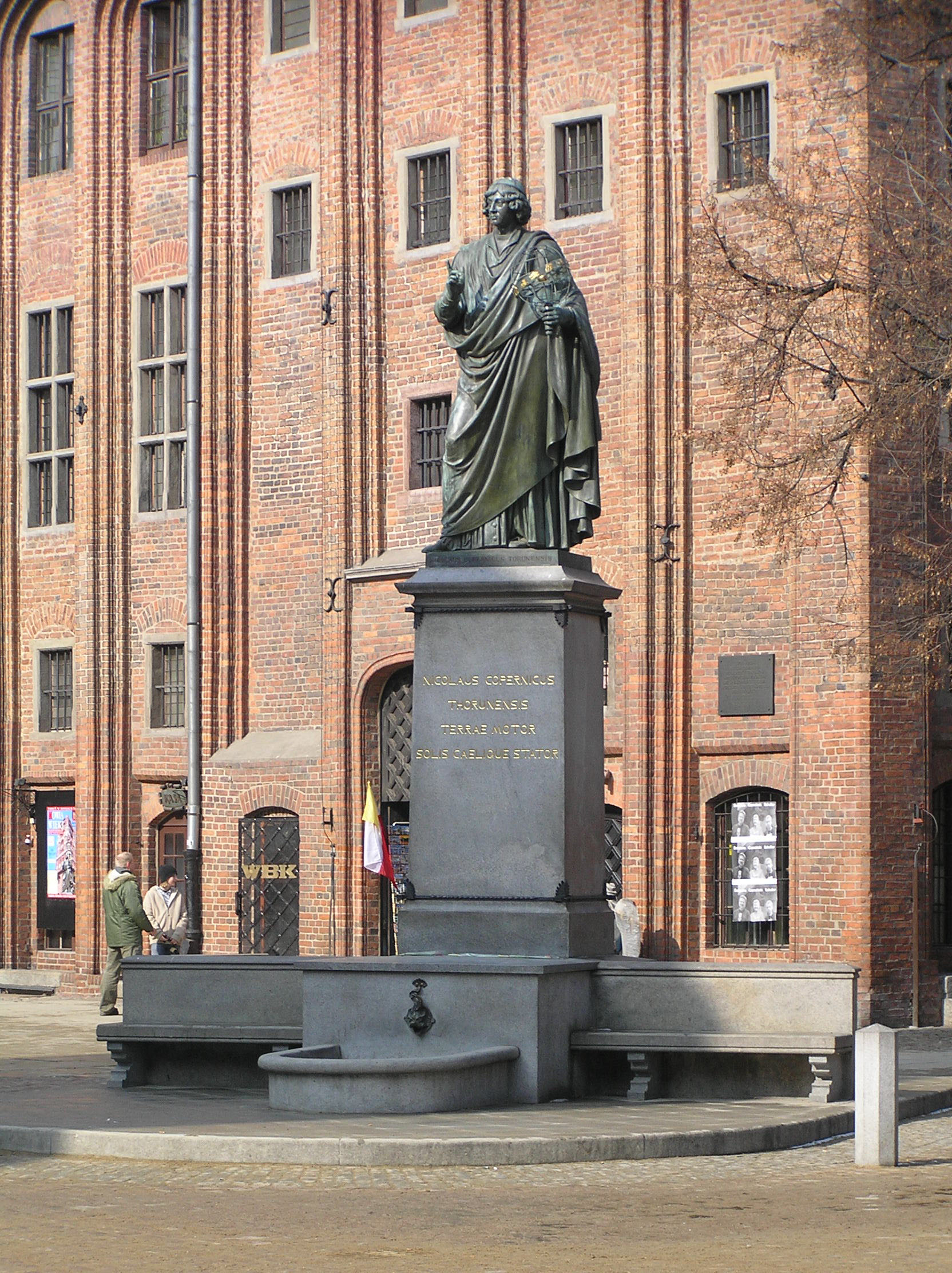
Monument à Copernic (1853), Toruń.